# Black Devils MC
Il Black Devils Motorcycle Club (BDMC) è un Moto Club nato a Wiesbaden in Germania nel 1969, oggi diffuso anche in Italia dal 1996.

## Storia
I Black Devils MC nascono in Germania nel 1969. A differenza di altri Moto Club europei fondati da militari NATO, i Black Devils (letteralmente in italiano "Diavoli Neri") hanno una identità prettamente tedesca e solo in seguito si uniranno al Club membri stranieri, tra i quali diversi soldati americani di istanza in Germania. All'inizio degli anni '70 la maggior parte dei membri del Club gira con chopper BMW, dato che le Harley Davidson erano allora molto rare e arrivarono qualche anno più tardi. 
Nel 1996, dopo diversi anni di conoscenza, scambi con la Germania ed un periodo di prova, i Black Devils MC Imola (oggi Chapter Bologna) riesce ad ottenere i Colori dalla casa madre tedesca Wiesbaden, creando i Black Devils MC Italy.
Il 1969 è stato un anno speciale per molti versi:
... il film "Easy Rider" è uscito nei cinema ...
... Honda ha scioccato tutti gli altri con una motocicletta a 4 cilindri da 750 cc ...
... e quest'anno il club motociclistico BLACK DEVILS è stato fondato a Wiesbaden.
Il 99% dei club motociclistici fondati nell'area del Reno-Meno erano stati fondati da soldati statunitensi.
I Black Devils invece erano composti dalla gioventù della classe operaia e cercavano il proprio mondo al di fuori del lavoro e della famiglia.
La parola "fratelli" è solo una parola in molti club di questi tempi, ma i Black Devils erano davvero fratelli.
Tutti coloro che hanno avuto problemi, indipendentemente dal tipo, potevano essere sicuri dell'aiuto dei loro amici.
Le loro motociclette erano uniche come i membri.
I membri vengono accettati solo se, dopo un lungo periodo di prova, si è certi che i loro atteggiamenti e le loro convinzioni corrispondano al club.
Oggi come allora il divertimento con il motociclismo viene prima di tutto.
Di tutti i membri fondatori, oltre il 70% guida ancora oggi una motocicletta e molti si trovano regolarmente nel club.
Una vecchia fratellanza non finisce mai.

## Chapter
Con il termine Chapter si intendono le sedi del Moto Club.

### Black Devils MC Germany
- Wiesbaden (dal 1969)
- Hanau (dal 1993)
- Friedrichshafen (dal 1994)
- Metzingen (dal 1994)
- Günzburg (dal 1997)
- Ravensburg (dal 1999)
- Nomads (dal 2001)
- Schierstein (dal 2009)
- Mainz (dal 2009)
- Rüdesheim (dal 2011)
- Borderland (dal 2013)
- Waldkirch (dal 2014)
- Haslach (dal 2014)
- Neuenburg (dal 2014)
- Lörrach (dal 2014)
- Neckartal (dal 2014)
- prospect chapter Kirchheim unter Teck (dal 2015)

### Black Devils MC Italy
- Bologna (dal 1996)
- Ancona (dal 1997)
- Modena (dal 2003)
- Ferrara (dal 2003)
- Coast Crew (dal 2004)
- Abruzzo (dal 2005; tra il 2001 e il 2002 come prospect chapter Pescara)
- Trento (dal 2008)
- Taranto
- Dorikan (dal 2012)
- Salento (dal 2012)
- Pesaro (dal 2012)
- Imola (dal 2014)
- Nomads (dal 2015)
- Teramo (dal 2015)
- East Coast (dal 2018)
- Magna Grecia (dal 2019)
- Ravenna (dal 2019)